# Tribalus modicus
Tribalus modicus är en skalbaggsart som beskrevs av Cooman 1955. Tribalus modicus ingår i släktet Tribalus och familjen stumpbaggar. Inga underarter finns listade i Catalogue of Life.